# Alois Grendelmeier

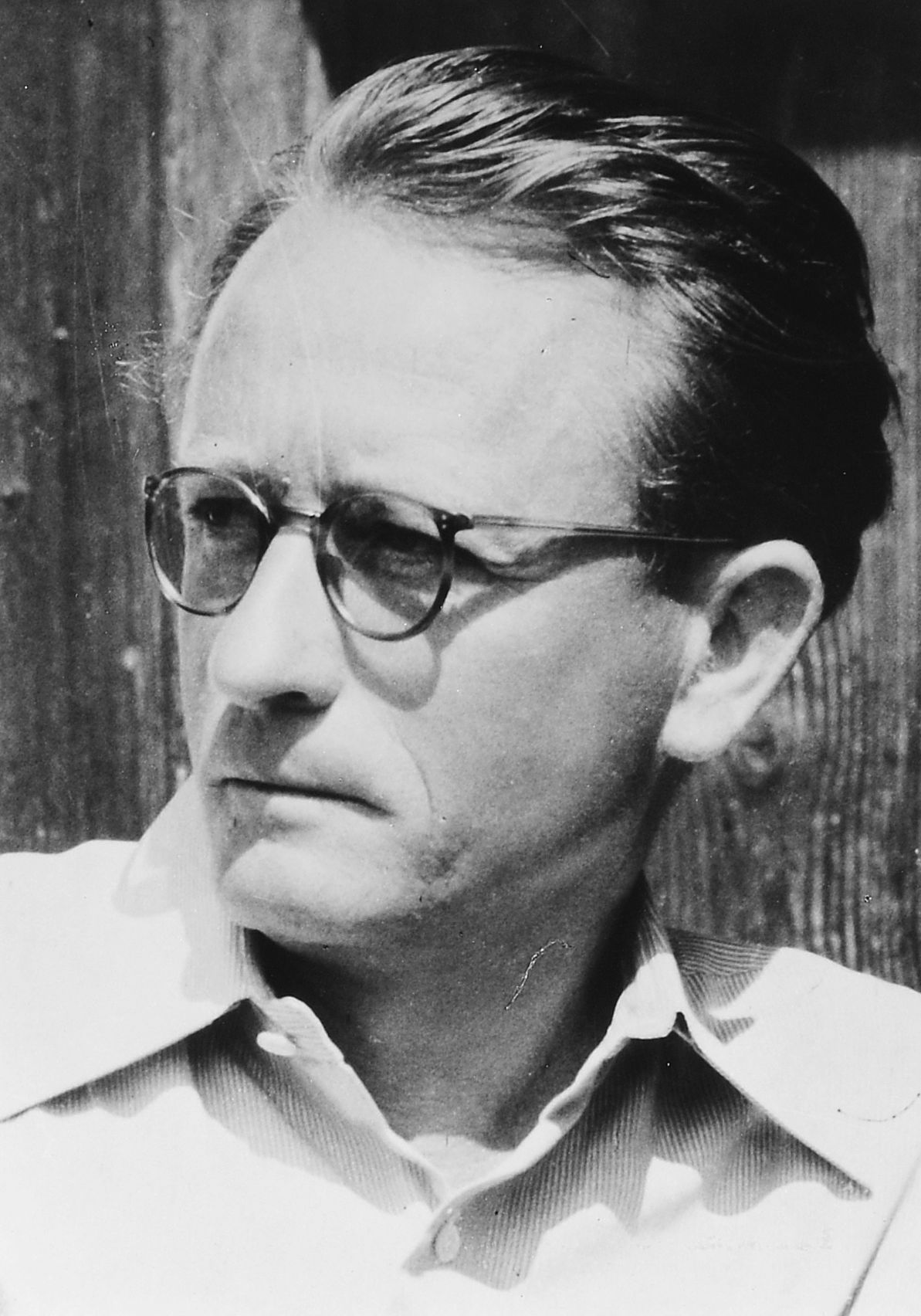
Alois Grendelmeier

Alois Grendelmeier (* 19. September 1903 in Zürich; † 19. Januar 1983 in Küsnacht) war ein Schweizer Politiker (LdU).

## Biografie
Alois Grendelmeier wurde als fünftes Kind eines Arbeiters geboren. 1933 heiratete er Erika Bürkel, die Tochter eines Kaufmanns. Von 1919 bis 1922 absolvierte er eine Notariatslehre im Notariat Riesbach. Von 1922 bis 1924 war er Notariatsangestellter. Während dieser Anstellung bereitete er sich in der mitbegründeten Juventus-Abendschule auf die Matura vor und bestand als damals 21-Jähriger als erster dieser Schule. Von 1924 bis 1929 studierte er Rechtswissenschaften in Zürich, Rom und Paris und promovierte 1929 zum Thema der staats- und völkerrechtlichen Stellung der schweizerischen Konsuln im Ausland. Ab 1930 arbeitete er als Anwalt in Zürich und machte sich 1936 selbständig. Von 1944 bis 1973 war er ein Ersatzmitglied beim Kassationsgericht.
Unter seinem Spitznamen «Grendi» war er bis ins hohe Alter künstlerisch tätig. Er zeichnete, malte und schuf Plastiken. Er hatte einen Sohn und zwei Töchter. Eine Tochter war Verena Grendelmeier, die politisch in seine Fussstapfen trat.

## Politik
Alois Grendelmeier war Mitbegründer des Landesrings der Unabhängigen (LdU). Seit 1937 war er Präsident der LdU-Sektion in Küsnacht und blieb bis zu seinem Lebensende ein Vorstandsmitglied. Von 1943 und 1948 war er Präsident der Kantonalpartei in Zürich und für die Partei 1949 bis 1963 im Nationalrat und setzte sich dort für die Frauen und die Umwelt ein.
Er erwirkte durch einen Vorstoss die erste eidgenössische Volksabstimmung zur Einführung des Frauenstimmrechts, die aber am 1. Februar 1959 mit einem 66,9 % Neinstimmen scheiterte. Auf ihn ist auch die Änderung im Eherecht zurückzuführen, gemäss der Schweizer Frauen, die einen ausländischen Mann heiraten, nicht mehr ihr Schweizer Bürgerrecht verlieren. Ebenso gilt er als einer der ersten Schweizer Umweltpolitiker. Er war Oppositionsführer gegen das geplante Kraftwerk Rheinau. Die Gegner bekämpften den Aufstau des Rheins zwischen dem Rheinfall und dem Kraftwerk und kritisierten die damit verbundene Veränderung der Landschaft. Er reichte im Rat eine Interpellation ein, die zum Rückzug der Konzession führen sollte. Der Bundesrat verneinte die Interpellation am 26. Dezember 1951, und so wurde eine durch Alois Grendelmeier begründete Motion eingereicht, die nach der Beantwortung durch Josef Escher zu einer heftigen Debatte im Parlament führte. Alois Grendelmeier verteidigte im Rat die Eidgenössische Volksinitiative «Schutz der Stromlandschaft und Verleihung Rheinau», die als verfassungswidrig hätte kassiert werden sollen. Sie kam 1954 zur Abstimmung, wurde aber von über 2/3 der Stimmberechtigten abgelehnt.
Zu seinem Umweltengagement gehörte auch der Kampf gegen die Genehmigung des Abkommens zwischen der Schweiz und Italien über die Nutzbarmachung der Wasserkraft des Spöls im Nationalpark. Das Stimmvolk genehmigte am 7. Dezember 1958 das Abkommen mit einem Ja-Anteil von über 75 %. Ein Erfolg stellte die gleichzeitig initiierte Volksinitiative «zur Erhaltung des schweizerischen Nationalparks» dar, die zugunsten eines indirekten Gegenvorschlags vom 15. Dezember 1959 zurückgezogen werden konnte.
Zu seinen weiteren politischen Forderungen gehörte die Verminderung des Tabakkonsums, der Kampf gegen bleihaltiges Benzin und die Einführung einer Tempolimite auf den Schweizer Strassen.